# Puchar Polski w piłce siatkowej kobiet (1933)
Puchar Polski w piłce siatkowej kobiet 1933 (Puchar PZGS) – 2. sezon rozgrywek o siatkarski Puchar Polski, zwany także zimowymi mistrzostwami Polski. W turnieju mogły wziąć udział drużyny, które zwyciężyły w eliminacjach okręgowych.

## Rozgrywki
Uczestniczące w rozgrywkach drużyny grały systemem każda drużyna z każdą, mecz i rewanż.
 Wyniki meczów
| Data       | Drużyna 1    | Wynik | Drużyna 2              | Sety               |
| ---------- | ------------ | ----- | ---------------------- | ------------------ |
| 12.03.1933 | HKS Łódź     | 2:0   | Rodzina Wojskowa Toruń | 15:9, 15:6         |
| 12.03.1933 | AZS Warszawa | 2:0   | YMCA Kraków            | 15:6, 15:8         |
|            |              |       |                        |                    |
| 12.03.1933 | AZS Warszawa | 2:0   | Rodzina Wojskowa Toruń | 15:4, 15:5         |
| 12.03.1933 | YMCA Kraków  | 2:0   | Rodzina Wojskowa Toruń | 15:2, 15:2         |
|            |              |       |                        |                    |
| 12.03.1933 | HKS Łódź     | 2:1   | YMCA Kraków            | 12:15, 15:9, 15:13 |
| 12.03.1933 | HKS Łódź     | 2:0   | Rodzina Wojskowa Toruń | 15:8, 15:3         |
|            |              |       |                        |                    |
| 12.03.1933 | AZS Warszawa | 2:0   | HKS Łódź               | 15:10, 15:4        |
| 12.03.1933 | AZS Warszawa | 2:1   | YMCA Kraków            | 15:5, 15:17, 15:7  |
|            |              |       |                        |                    |
| 12.03.1933 | AZS Warszawa | 2:0   | Rodzina Wojskowa Toruń | 15:1, 15:2         |
| 12.03.1933 | YMCA Kraków  | 2:0   | Rodzina Wojskowa Toruń | 15:2, 15:3         |
|            |              |       |                        |                    |
| 12.03.1933 | YMCA Kraków  | 2:0   | HKS Łódź               | 15:13, 15:12       |
| 12.03.1933 | AZS Warszawa | 2:1   | HKS Łódź               | 6:15, 15:5, 16:14  |

## Skład zdobywcy pucharu Polski
- AZS Warszawa: Irena Brzustowska, Alicja Piotrowska, Edyta Holfeier, Halina Bielecka, Barbara Ciegielska, Jadwiga Kuryluk.

## Klasyfikacja końcowa
| Miejsce | Drużyna                | Zwycięstwa | Sety | Punkty  |
| ------- | ---------------------- | ---------- | ---- | ------- |
| złoto   | AZS Warszawa           | 6          | 12:2 | 202:103 |
| 2.      | YMCA Kraków            | 3          | 8:6  | 170:151 |
| 3.      | HKS Łódź               | 3          | 7:7  | 175:160 |
| 4.      | Rodzina Wojskowa Toruń | 0          | 0:12 | 47:180  |